# Седрун, Кармело
Кармело Седрун Очандатеги (исп. Carmelo Cedrún Ochandátegui; род. 6 декабря 1930, Аморебьета-Эчано, Страна Басков) — испанский футболист, игравший на позиции вратаря, и тренер.

## Клубная карьера
Седрун начал профессиональную карьеру за «Атлетике» из Бильбао, дебютировав за основную команду 15 апреля 1951 года в игре против «Севильи». В сезоне 1955/56, когда баски выиграли национальный чемпионат, он пропустил всего 31 гол, сыграв во всех 30 матчах. За 14 лет в «Атлетике» Седрун сыграл в более 400 официальных играх.
В 1964 году, уступив своё место другой будущей легенде клуба, Хосе Анхелю Ирибару, Седрун присоединился к «Эспаньолу», также выступающему в высшем дивизионе Испании, где сразу стал основным вратарём. Он завершил карьеру футболиста в 38 лет в Соединенных Штатах, выступая за клуб «Балтимор Бэйс».
Всего через несколько месяцев после завершения карьеры футболиста Седрун взялся за тренерскую работу, начав её в клубе «Культураль Дуранго». Большую часть своей карьеры он руководил командами из низших лиг. Его единственный опыт в высшем дивизионе пришёлся на сезон 1976/77 за «Сельту», где команда заняла предпоследнее место в турнирной таблице.

## Карьера за сборную
Дебют за национальную сборную Испании состоялся 14 марта 1954 года в матче квалификации на чемпионат мира 1954 против сборной Турции (0:1). Был включён в состав на чемпионат мира 1962 года в Чили, где сыграл в 2 из 3 групповых матчей турнира. Всего за «красную фурию» Седрун провёл 13 матчей.

## Достижения

### «Атлетик»
- Чемпион Испании: 1955/56
- Обладатель Кубка Испании: 1955, 1956, 1958

## Личная жизнь
Сын Седруна, Андони, тоже был футболистом и вратарём. Он также играл за «Атлетик», но без особого успеха, проведя большую часть карьеры за «Реал Сарагосу».
Его внук, Маркель Арейтио, также является вратарём.